# Vicente Gascón
Vicente Ñato Gascón (?- General Pico, La Pampa; 1949) fue un bandolero argentino. Su apodo se debe a la forma de su nariz. Entre lo poco que se sabe es que fue el entregador de su amigo y compañero de andanzas, Juan Bautista Vairoletto, un bandido rural argentino, conocido como el "Robin Hood de las pampas". Hay dos teorías sobre el móvil por el cual el "Ñato" Gascón entregó al forajido. Una fue por una friolera recompensa que las fuerzas de la ley habían ofrecido a quien diera información, y la otra teoría indica que lo hizo para salvar su pellejo. 
Apareció muerto en General Pico, La Pampa, en 1949, según dicen, vengado por los amigos del "último romántico" (apodo de Bairoletto o Vairoletto).

## La traición de Bairoletto
Vicente Gascón fue detenido en Caleufú, provincia de La Pampa, por delitos de cuatrerismo y, supuestamente, la policía le propone mejorar su suerte si delata el lugar donde se escondía Vairoletto.
El traidor accede al ofrecimiento y, seguido por una partida policial, el 13 de septiembre de 1941 se traslada a caballo hasta Colonia San Pedro de Atuel, en Mendoza, y llega al rancho donde se refugiaba el forajido de las Pampas. El delator le pide ayuda a Vairoletto para seguir su camino, argumentando que es perseguido por la policía pampeana y mendocina.   

El cable de Noticias Argentinas informaba: 
"En su ley, de acuerdo con su propia vida, cayó esta madrugada, frente a una nutrida comisión policial, el bandolero con ribetes románticos, quizás el último de su clase. En un rancho donde había establecido su guarida en unos campos de San Pedro de Atuel, departamento de General Alvear, tuvo un encuentro con la policía". 
El cable en otra parte decía: 
"La policía no salió indemne, el subcomisario Varta y varios miembros de la partida fueron heridos".
Según cuenta la historia, la policía lo sorprendió durmiendo en su propia cama y el tiroteo comenzó a las 5 de la mañana. El cuerpo de Juan Bautista Bairoletto quedó en el interior del rancho luego de intercambiar una profusa balacera. Luego de varios años su esposa reconoció que se había suicidado, ya que el delincuente había prometido no caer vivo en manos de la ley.
Como era común entre los forajidos "la sangre se paga con sangre", por lo tanto, "el Ñato" apareció asesinado por parte de bairolettistas en 1949.

## La trascendencia de Gascón
- León Gieco lo menciona en su canción "Bandidos rurales", incluida en el disco homónimo, de 2001.[3]